# Mason County (Kentucky)
Mason County ist ein County im Bundesstaat Kentucky der Vereinigten Staaten. Das U.S. Census Bureau hat bei der Volkszählung 2020 eine Einwohnerzahl von 17.120 ermittelt.
Der Verwaltungssitz (County Seat) ist Maysville, das nach John May benannt wurde, der das Land zur Stadtgründung gestiftet hat.

## Geographie
Das County liegt im Nordosten von Kentucky, grenzt im Norden an den Bundesstaat Ohio, getrennt durch den Ohio River und hat eine Fläche von 639 Quadratkilometern, wovon 14 Quadratkilometer Wasserfläche sind. Es grenzt in Kentucky im Uhrzeigersinn an folgende Countys: Lewis County, Fleming County, Robertson County und Bracken County.

## Geschichte
Mason County wurde am 5. November 1788 aus Teilen des Bourbon County gebildet. Benannt wurde es nach George Mason, einem politischen Führer.
37 Bauwerke und Stätten des Countys sind im National Register of Historic Places eingetragen (Stand 12. Oktober 2017).

## Demografische Daten

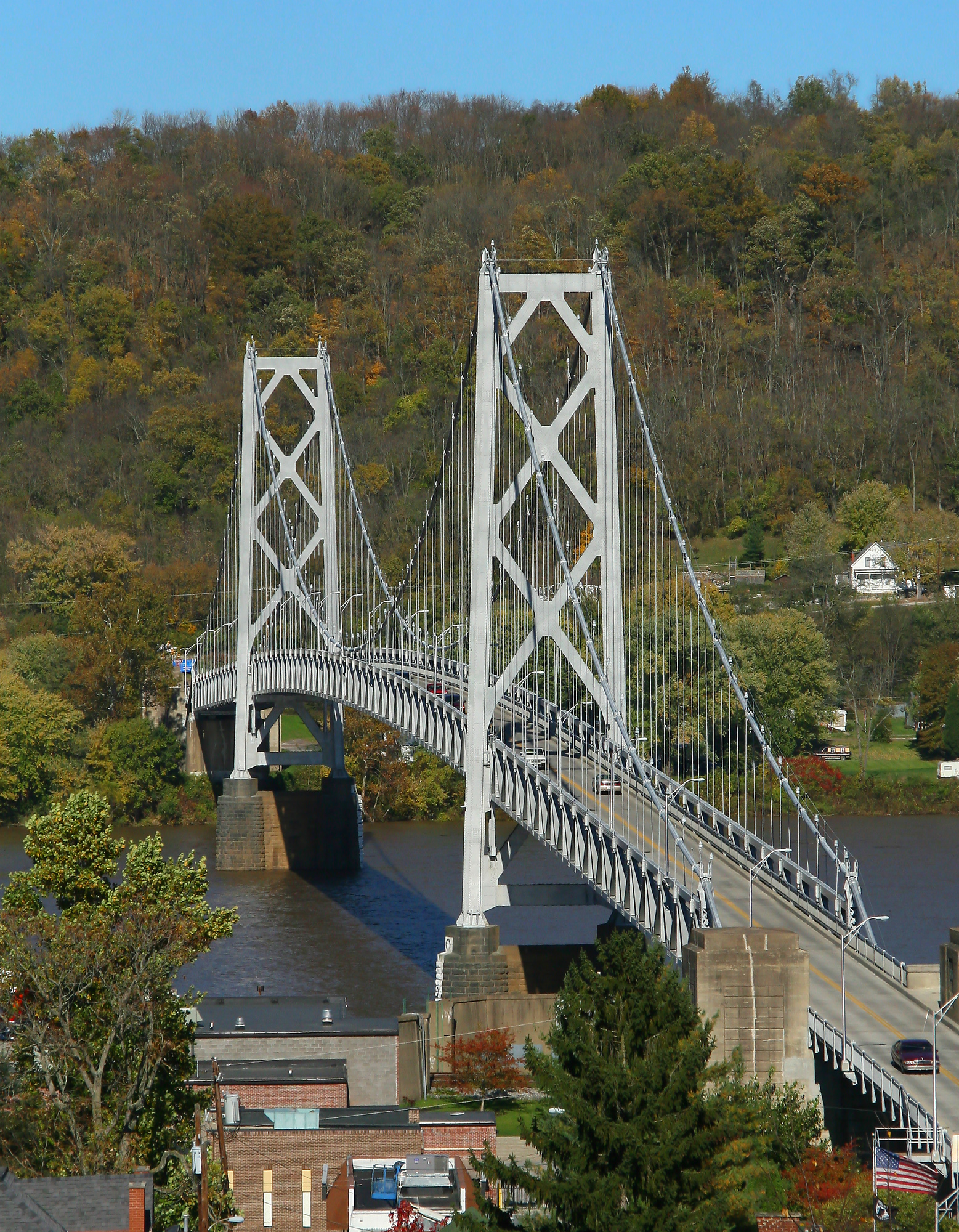
Simon Kenton Memorial Bridge, gelistet im NRHP

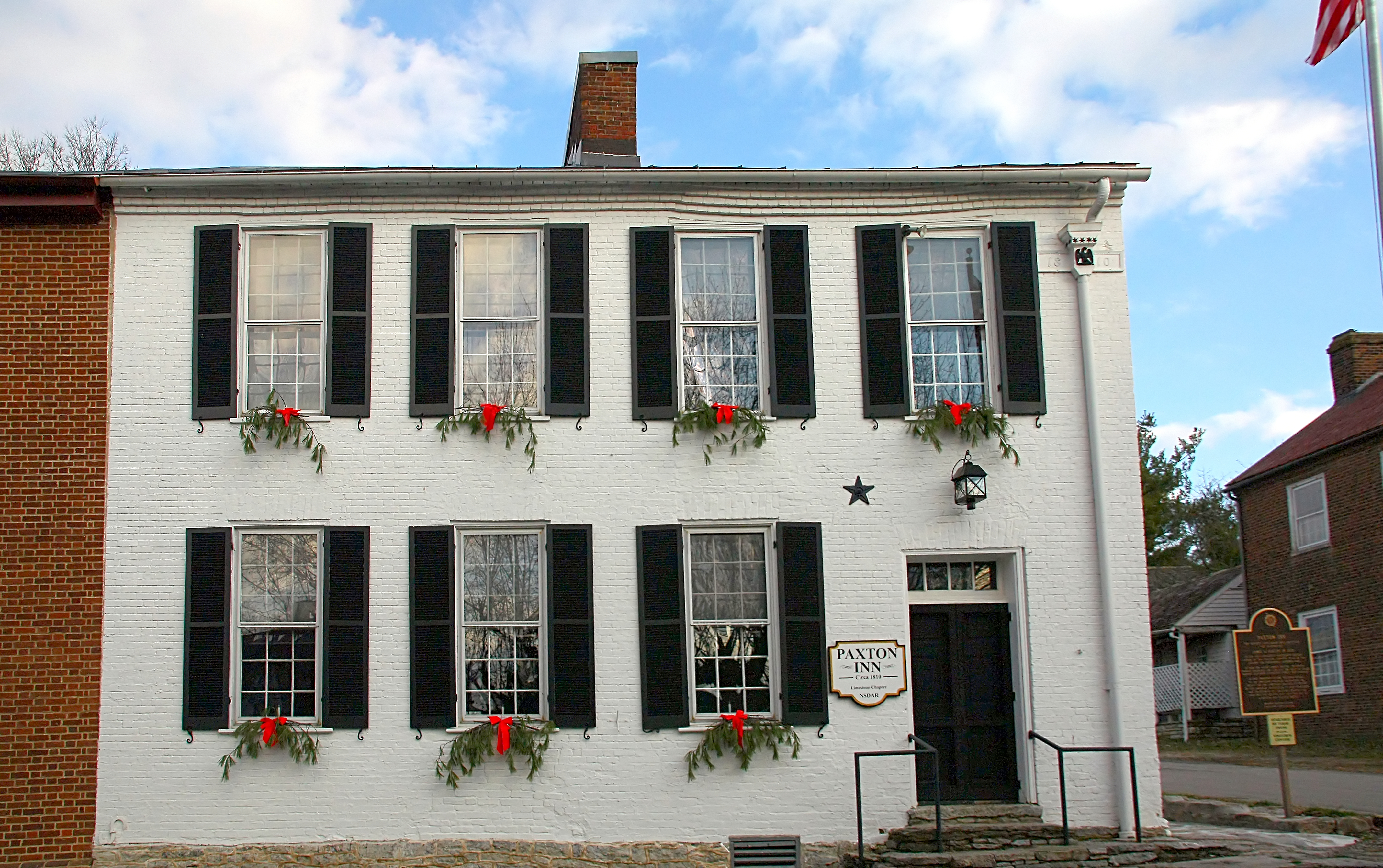
Paxton Inn, gelistet im NRHP

Nach der Volkszählung im Jahr 2000 lebten im Mason County 16.800 Menschen in 6.847 Haushalten und 4.697 Familien. Die Bevölkerungsdichte betrug 27 Einwohner pro Quadratkilometer. Ethnisch betrachtet setzte sich die Bevölkerung zusammen aus 90,88 Prozent Weißen, 7,16 Prozent Afroamerikanern, 0,15 Prozent amerikanischen Ureinwohnern, 0,37 Prozent Asiaten, 0,02 Prozent Bewohnern aus dem pazifischen Inselraum und 0,57 Prozent aus anderen ethnischen Gruppen; 0,85 Prozent stammten von zwei oder mehr Ethnien ab. 0,95 Prozent der Bevölkerung waren spanischer oder lateinamerikanischer Abstammung.
Von den 6.847 Haushalten hatten 31,3 Prozent Kinder und Jugendliche unter 18 Jahre, die bei ihnen lebten. 54,2 Prozent waren verheiratete, zusammenlebende Paare, 11,1 Prozent waren allein erziehende Mütter, 31,4 Prozent waren keine Familien, 27,6 Prozent waren Singlehaushalte und in 12,8 Prozent lebten Menschen im Alter von 65 Jahren oder darüber. Die Durchschnittshaushaltsgröße betrug 2,41 und die durchschnittliche Familiengröße lag bei 2,92 Personen.
Auf das gesamte County bezogen setzte sich die Bevölkerung zusammen aus 24,1 Prozent Einwohnern unter 18 Jahren, 8,0 Prozent zwischen 18 und 24 Jahren, 28,5 Prozent zwischen 25 und 44 Jahren, 23,9 Prozent zwischen 45 und 64 Jahren und 15,5 Prozent waren 65 Jahre alt oder darüber. Das Durchschnittsalter betrug 38 Jahre. Auf 100 weibliche Personen kamen 93,7 männliche Personen. Auf 100 Frauen im Alter von 18 Jahren alt oder darüber kamen statistisch 89,5 Männer.
Das jährliche Durchschnittseinkommen eines Haushalts betrug 30.195 USD, das Durchschnittseinkommen der Familien betrug 37.257 USD. Männer hatten ein Durchschnittseinkommen von 30.718 USD, Frauen 21.216 USD. Das Prokopfeinkommen betrug 16.589 USD. 12,9 Prozent der Familien und 16,8 Prozent der Bevölkerung lebten unterhalb der Armutsgrenze. Davon waren 23,6 Prozent Kinder oder Jugendliche unter 18 Jahre und 13,7 Prozent waren Menschen über 65 Jahre.

## Orte im County
- Country Club Heights
- Dover
- Fernleaf
- Germantown
- Helena
- Lewisburg
- Marshall
- Mays Lick
- Maysville
- Minerva
- Moranburg
- Mount Gilead
- Murphysville
- Old Washington
- Orangeburg
- Plumville
- Rectorville
- Sardis
- Shannon
- Somo
- South Ripley
- Springdale
- Weedonia